# 美津和タイガー
美津和タイガー株式会社（みつわタイガー、Mitsuwa-Tiger Co.,Ltd.）は、大阪府堺市堺区に本社を置く野球用品メーカー。プロ野球選手用バット公認メーカー、日本ソフトボール協会推奨メーカー、全日本軟式野球連盟公認用具メーカーでもある。
「虎印」「タイガー」という登録商標を有するメーカーで、主に虎印ブランドのバット（虎印バット）・グラブ（虎印グローブ）を製造・販売。グラブの製造については、全ての作業を日本国内で賄っている。

## 概要
前身は、現在の社長・深江豊治の父が1947年に大阪市北区曽根崎で設立した株式会社美津和運動用品店。店名の「美津和」は、深江の実父を含む3名の共同経営であったことに端を発している。ブランドの名前やマークに虎を用いたのは、「全身がファイトのかたまりで、事の大小を問わず全力を挙げて攻撃する」という虎を「スポーツの世界に欠かせないすべての要素を兼ね備えていて、スポーツを志す私たちに大きな教訓を与えてくれる存在」と見たことによるもので、ペットマークが虎である主要取引先の阪神タイガース（阪神）とは無関係である。
1965年8月に現在の社名へ変更すると、1969年12月には虎印スポーツ工業株式会社（グローブ製造工場を運営する子会社）を設立。「物干し竿」と形容されるほどの長尺バットを製造していた時期もある。
1970年代からは、阪神の主力選手（江夏豊・藤田平・掛布雅之）や、NPBの球史を彩る他球団の著名選手（落合博満・太田幸司・外木場義郎など）とアドバイザリースタッフ契約を締結。掛布は一時、当社のテレビCMにも出演していた。また1977年から1982年にかけて放送された石森章太郎原作の『レッドビッキーズ』シリーズ（テレビ朝日→朝日放送テレビ・東映製作）において、番組の協賛スポンサーとして、野球用具やユニフォームなどを出演者に提供していたこともあった。
1980年代の前半には、「虎印（ダブル）圧縮バット」「虎印DDグローブ」といったオリジナル製品のヒットなどによって、およそ180億円もの売上高を記録するほどにまで成長した。最盛期には、阪神の公式グッズも製造。同球団の本拠地・阪神甲子園球場では、1・3塁側ダックアウトの屋根の上に長らく虎印ブランドの看板を設置したほか、春夏の高校野球全国大会期間中には出場校の選手向けに無料のサービスショップを開設していた。
しかし、事業の拡大に失敗した影響で、1985年2月20日に破産。虎印ブランドの所有権も、第三者に売却せざるを得なくなった。ただし、野球用品メーカーとしての技術や対応を高く評価していた掛布は、会社の再起を期待しながら破産後も同年のシーズン終了まで虎印のバットを使用。公式戦で40本塁打・打率3割・108打点を記録するとともに、チームを史上初めての日本シリーズ制覇に導いた。さらに、破産当時の社員を再就職先が決まるまでスタッフとして雇用することを前提に、自宅付近でスポーツカジュアル用品店「スポーツハウス･フィールド31」をオープン。この開店をきっかけに、サイドビジネスへ手を広げつつ、全員の進路が決まるまで営業を続けた。
破産当時の副社長だった深江は、1990年代前半から2年以上にわたって交渉を続けた末に、1996年に虎印ブランドの所有権を買い戻すことに成功。1998年に会社の清算を完了させると、かつての社員1名と共同で現在の会社を設立するとともに、社名および商標を継承した。後に深江は、設立に至った背景に、掛布に加えてファンや破産前の取引先からも虎印ブランドの復活を求められたことを挙げている。現在の本社がある建物は、破産前まで倉庫として使われていた。
新会社の設立後は、日本国内でのグラブ生産を続けながら、製品の販路をインターネットにおける日本国内限定の通信販売に特化。その一方で、阪神球団から公式グッズの製造を再び受注したほか、破産前のアドバイザリースタッフだった掛布・落合のモデルを復刻している。肖像権などの関係で選手名の使用が制約されることから、当初の復刻モデルでは、掛布・落合が当時所属していたチームのアルファベット名の頭文字と背番号を名称に用いていた。
なお、掛布が阪神のゼネラルマネジャー付育成&打撃コーディネーター（DC）へ就任した2013年には、12月16日に「虎印復活」と銘打った掛布同席の記者発表会を東京で開催。破産時点では日本へ出店していなかった外資系スポーツ用品量販店・スポーツオーソリティでの店舗限定販売を皮切りに、破産から28年振りにスポーツ用品店での販売を再開するほか、掛布の名を冠した「タイガーT-31掛布型復刻モデル」のバットやグラブを受注生産方式で販売することを発表した。
2014年12月に新設されたスポーツ用品卸売業「株式会社フラッグ」内には美津和タイガー事業部を設けており、総代理店として同社の商品を扱う。2016年、開発したキャッチャーミットでグッドデザイン賞特別賞を受賞。

## 主な商品
いずれも現行（新会社）で製造・販売。
- ペナントキング - 旧会社から継承されたバットのサブブランド。現在はヘッドを重くして打球の飛距離を延ばすことに特化したものに冠されている。
- レボルタイガー - 人間工学の知見を基にグリップを「J」の字状に曲げたバットで、2014年8月6日から発売[11]。

## 当社の野球用品を使っていた主なプロ野球選手
カタログに氏名が掲載されていた年で記載
- 江夏豊（1971年[6]・1972年[12]）
- 掛布雅之（1980年[13] - 1985年[14]）
- 藤田平（1980年[13] - 1984年[15]）
- 太田幸司（1980年[16]）
- 落合博満（1984年[15]・1985年[14]）
- 外木場義郎（使用期間不詳）
- 高木嘉一（1980年[13] - 1984年[15]）
- 佐々木恭介（1980年[13]）
- 山本功児（1980年[13] - 1985年[14]）
- 山下大輔（1980年[16] - 1984年[15]）
- 池谷公二郎（1980年[17]）
- 田代富雄（1984年[15]）
- 屋鋪要（1984年[15]）
- 笠間雄二（1984年[15]）
- 吉竹春樹（1985年[14]）